# Glasvegas (album)
Glasvegas - debiutancki album szkockiego zespołu grającego alternatywny rock, Glasvegas. Album rozszedł się w nakładzie 250 000 egzemplarzy, w Wielkiej Brytanii oraz Szwecji osiągnął status złotej płyty.

## Lista Utworów
1. „Flowers & Football Tops” – 6:57
2. „Geraldine” – 3:45
3. „It's My Own Cheating Heart That Makes Me Cry” – 4:25
4. „Lonesome Swan” – 2:43
5. „Go Square Go” – 3:27
6. „Polmont on My Mind” – 3:52
7. „Daddy’s Gone” – 4:24
8. „Stabbed” – 2:22
9. „S.A.D. Light” – 4:01
10. „Ice Cream Van” – 5:56

US bonus tracks
1. „The Prettiest Thing on Saltcoats Beach” – 6:24
2. „Everybody's Got to Learn Sometime” (The Korgis) – 4:53

Japan bonus tracks
1. „The Prettiest Thing on Saltcoats Beach” – 6:24
2. „A Little Thing Called 'Fear'” – 3:43